# Arthur Qvist
Arthur Qvist   (Christiania, 17 de febrer de 1896 - Ullensaker, 20 de setembre de 1973) va ser un genet i militar noruec que va competir durant les dècades de 1920 i 1930.
El 1928 va prendre part en els Jocs Olímpics d'Amsterdam, on va disputar dues proves del programa d'hípica. Va guanyar la medalla de plata en la prova de concurs complet per equips, mentre en el concurs complet individual fou vuitè. En ambdues proves va participar amb el cavall Hidalgo. Vuit anys més tard, als Jocs de Berlín va disputar quatre proves del programa d'hípica. Destaca la setena posició en la prova de doma per equips amb el cavall Jaspis, mentre en les altres proves finalitzà més enllà de la desena posició.
El 1917 entrà a l'Acadèmia Militar el 1932 va ser nomenat capità de cavalleria. Amb l'esclat de la Segona Guerra Mundial a Noruega, l'abril de 1940, va lliurar la seva unitat a les tropes alemanyes i després d'un breu captiveri fou alliberat. L'estiu de 1941 es va allistar a la Legió noruega, unes tropes col·laboracionistes de les Waffen SS, on va exercir de comandant. Per tot plegat fou condecorat, entre d'altres, amb la Creu de Ferro en Primer i Segon Grau i la Medalla del Front Oriental. Amb la finalització de l'ocupació alemanya i la Guerra fou condemnat a 10 anys de presó acusat de traïció .